# Spartaco Di Ciolo
Spartaco Luigi Galileo Di Ciolo (Vallauris, 26 gennaio 1900 – Milano, 22 dicembre 1968) è stato uno scultore e incisore italiano.
È associato soprattutto al movimento futurista.

## Biografia
Figlio dello scultore anarchico pisano Giuseppe Di Ciolo, Spartaco realizza, fra le altre cose, due opere funerarie per il cimitero di Viareggio: 
- il Medaglione di Angelo Andreotti (del 1927)[2];
- la Testa del chirurgo Giuseppe Tabarracci[3].

Il periodo di maggiore notorietà del Di Ciolo è tra le due guerre quando, come scultore, partecipa a importanti esposizioni collettive e, come grafico, collabora a periodici, riviste d'arte come "L'Artiglio" e collezioni poetiche, fra cui quelle di Enzo Battistini, del poeta e giornalista futurista Krimer e di Elpidio Jenco
.
Nel 1932 espone alla Biennale di Venezia.
Nei tardi anni '30, si trasferisce a Milano con la moglie, Margarete Sprenger, e la figlia Mara, per lavorare alla Montecatini.
Nel 1944 esegue il calco funerario del volto del poeta futurista Filippo Tommaso Marinetti.